# Jacob Paul Josephus Jitta
Jacob Paul Josephus Jitta (Amsterdam, 14 januari 1893 - Hoogeveen, 19 oktober 1991)  (roepnaam Paul) was een Nederlandse waterstaatkundig ingenieur. Hij was  een zoon van Nicolaas Marinus Josephus Jitta (1858-1940) en Sophia Cohen (1865-1911) van de welgestelde joodse familie Josephus Jitta. Na in 1918 te zijn afgestudeerd te zijn aan de TH in Delft, was hij werkzaam bij Rijkswaterstaat. Was tot 1928 betrokken bij de bouw van de zeer grote Noordersluis te IJmuiden. Was vervolgens kort arrondissementsingenieur te Zutphen en vanaf 1931 werkzaam bij de aanleg van het Amsterdam-Rijnkanaal als hoofd van het bouwbureau. Werd in 1946 Hoofdingenieur-directeur van de Directie Sluizen en Stuwen te Utrecht en was van 1948 tot 1958 HID bij de Hoofddirectie van RWS in Den Haag. Ontving in 1946 van het KIVI de Conrad-premie voor zijn grote verdiensten op waterbouwkundig gebied. Schreef vele tijdschriftartikelen over sluizenbouw w.o. De deuren en de afsluitcaisson voor de deurkassen van de nieuwe schutsluis te IJmuiden (1927) alsmede het handboek  Sluizen en andere waterbouwkundige kunstwerken in en langs kanalen (1947). 

## Opleiding

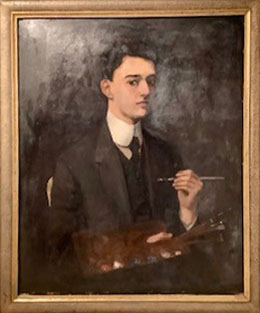
Zelfportret uit zijn studietijd

Na zijn HBS opleiding  ging hij op 17-jarige leeftijd in 1910 in Delft aan de Technische Hoogeschool van Delft civiele techniek studeren, hij had een (realtief dure)  kamer aan de Oude Delft 56. In 1913 heeft hij zijn propedeuse gehaald, in 1918 zijn kandidaats en in 1919 zijn ingenieursdiploma. In de eerste jaren heeft hij naar eigen zeggen vooral veel gefeest (hij was nog vrij jong). Hij was lid van het Delfts Studentencorps, waar hij actief was in de toneelvereniging. In 1914 brak de Eerste Wereldoorlog uit, en werd hij gemobiliseerd. Hierdoor kreeg hij minder tijd om te studeren, maar was wel meer gemotiveerd om snel af te studeren.  Hij was een studiegenoot van o.a. Jo Thijsse, Cornelis Vreedenburgh, Johan van Veen, Wim Schermerhorn en Anton Mussert. Tijdens zijn studie (dit was waarschijnlijk in 1917) werkte hij als stagiair bij Johan Ringers aan de bouw van de sluizen in in Kanaal door Zuid-Beveland.

## Noordersluis IJmuiden

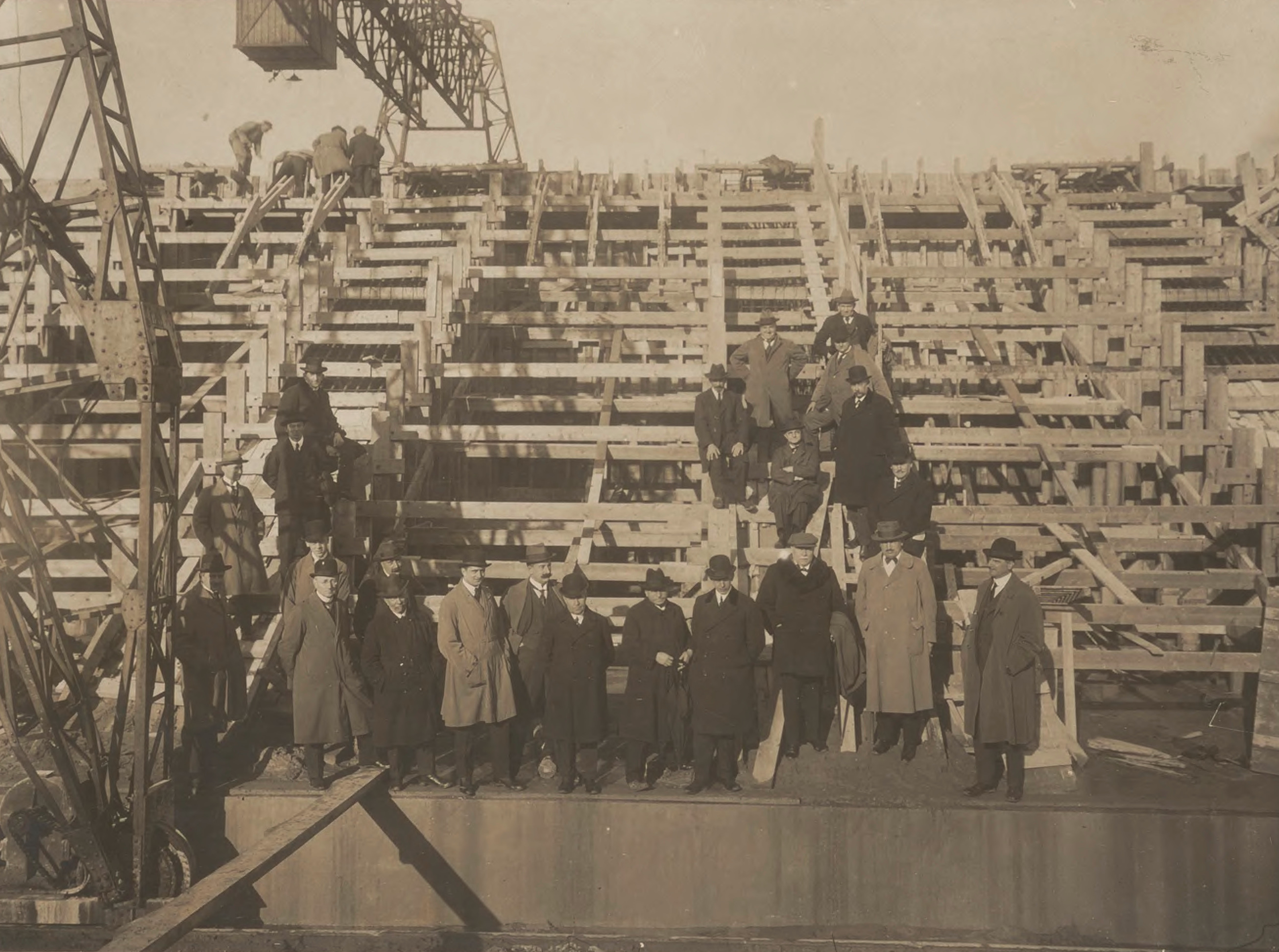
Het bouwteam van de Noordersluis IJmuiden. Josephus Jitta staat op de tweede rij, tweede van links met lichte regenjas

Op 11 juli 1919 kreeg hij zijn vaste aanstelling bij Rijkswaterstaat, in augustus van dat jaar kreeg hij officieel IJmuiden als standplaats onder leiding van jhr.ir. C.E.W. van Panhuys, een echte aristocraat. Hij had naast een aanbod van Rijkswaterstaat, ook een aanbod van de spoorwegen om daar te gaan werken, maar Rijkswaterstaat kon voor hem vrijstelling van de dienstplicht regelen. Dus koos hij daarvoor. Zijn focus was op een ontwerp met uitvoering in een droge bouwkuip, zijn kantoorgenoot Anton Mussert (zie hieronder) werkte aan een alternatief met een af te zinken constructie. Uiteindelijk is daar niet voor gekozen. In het begin was Josephus Jitta vooral betrokken bij de stabiliteitsberekeningen van de kolkwanden en de palenfundering. In 1920 schreef hij een verhandeling over dokdeuren met een groot verval (deuren voor het afsluiten van de dokken van de normale sluisdeuren; de dokdeuren moesten het mogelijk maken om de deurdokken droog te zetten voor onderhoud van de normale sluisdeuren). In 1921 is hij met Panhuys en Ringers en Telligen op studiereis naar Duitsland om te kijken hoe de grote sluizen van het Kieler kanaal van Holtenau (Kiel) en Brunsbüttel (gebouwd tussen 1911 en 1914) gemaakt waren. In latere jaren heeft hij zicht ook bezig gehouden met het bewegingswerk van de grote sluisdeuren. Veel van dit werk is vastgelegd in zijn publicaties (zie onder publicaties). In 1929 is de sluis in gebruik genomen, en daarmee verviel ook zijn functie in IJmuiden. In zijn laatste jaren in IJmuiden heeft hij ook geadviseerd voor de sluis van Eefde in het Twentekanaal.

## Arrondissementsingenieur Zutphen
In 1928 is het gezin verhuisd naar Zutphen, Deventerweg 125. Josephus Jitta werd hier per 1 februari 1928 arrondissementsingenieur (arrondissement Arnhem, wegenarrondissement Zutphen). Hij kon hier zijn ervaring uit IJmuiden niet echt gebruiken, en vermoedelijk was dit ook niet een plek die hij ambieerde, maar noodzakelijk om een stap vooruit te kunnen maken in de hiërarchie van Rijkswaterstaat. Hij heeft zich bezig gehouden met de verkeersbrug over de IJssel bij Zwolle. Naast zijn werk voor Rijkswaterstaat heeft hij in 1929 ook het ontwerp gemaakt voor de sluis bij de haven van Sevilla.

## Amsterdam-Rijnkanaal

### Prinses Beatrixsluizen

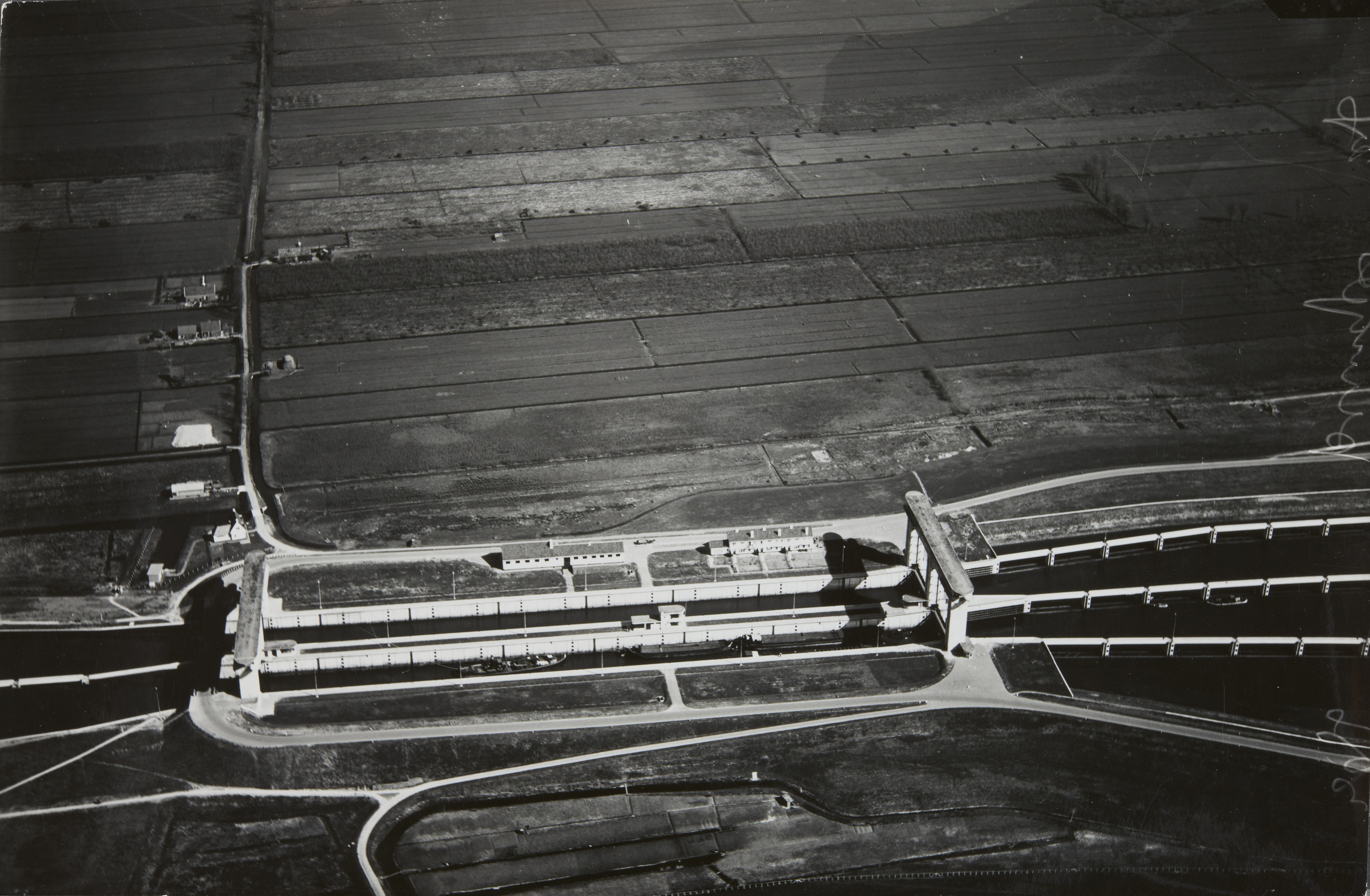
De sluizen bij Vreeswijk bij oplevering in 1938

In de zomer van 1931 wordt hij benoemd in Utrecht om te werken aan de sluizen voor het Amsterdam-Rijnkanaal. Zijn functie wordt “hoofd ontwerpbureau kunstzaken” (kunst in de betekenis van “door de mens gemaakt”, heeft dus niets te maken met artistieke kunst). Het gezin verhuist dan ook naar Utrecht. In juni 1934 is hij benoemd tot hoofdingenieur. Hij was de ontwerper van de prinses Beatrixsluizen te Vreeswijk, die in 1938 geopend zijn en inmiddels zijn deze sluizen een rijksmonument. In zijn publicatie van 1935 ("Het ontwerp van het schutsluizencomplex te Vreeswijk")  heeft hij dit complex in detail besproken.  

### Prinses Irenesluizen
Het ontwerp van de Prinses Irenesluizen is ook van zijn hand. Deze sluizen zijn overigens pas later zo genoemd, in de technische beschrijving worden ze "Sluis te Wijk bij Duurstede"  genoemd. In eerste instantie is hier een enkele sluiskolk gepland, met de bedoeling om die in een later stadium te verdubbelen. Vanwege de oorlog is deze sluis pas in 1952 gereed gekomen. De sluis lijkt erg op de Prinses Beatrixsluizen, hierdoor kon men door uniform te werken winst behalen. Het complex is uitgebreid besproken in zijn publicatie "Het ontwerp van de sluis bij Wijk bij Duurstede" uit 1935.   

### Prinses Marijkesluizen

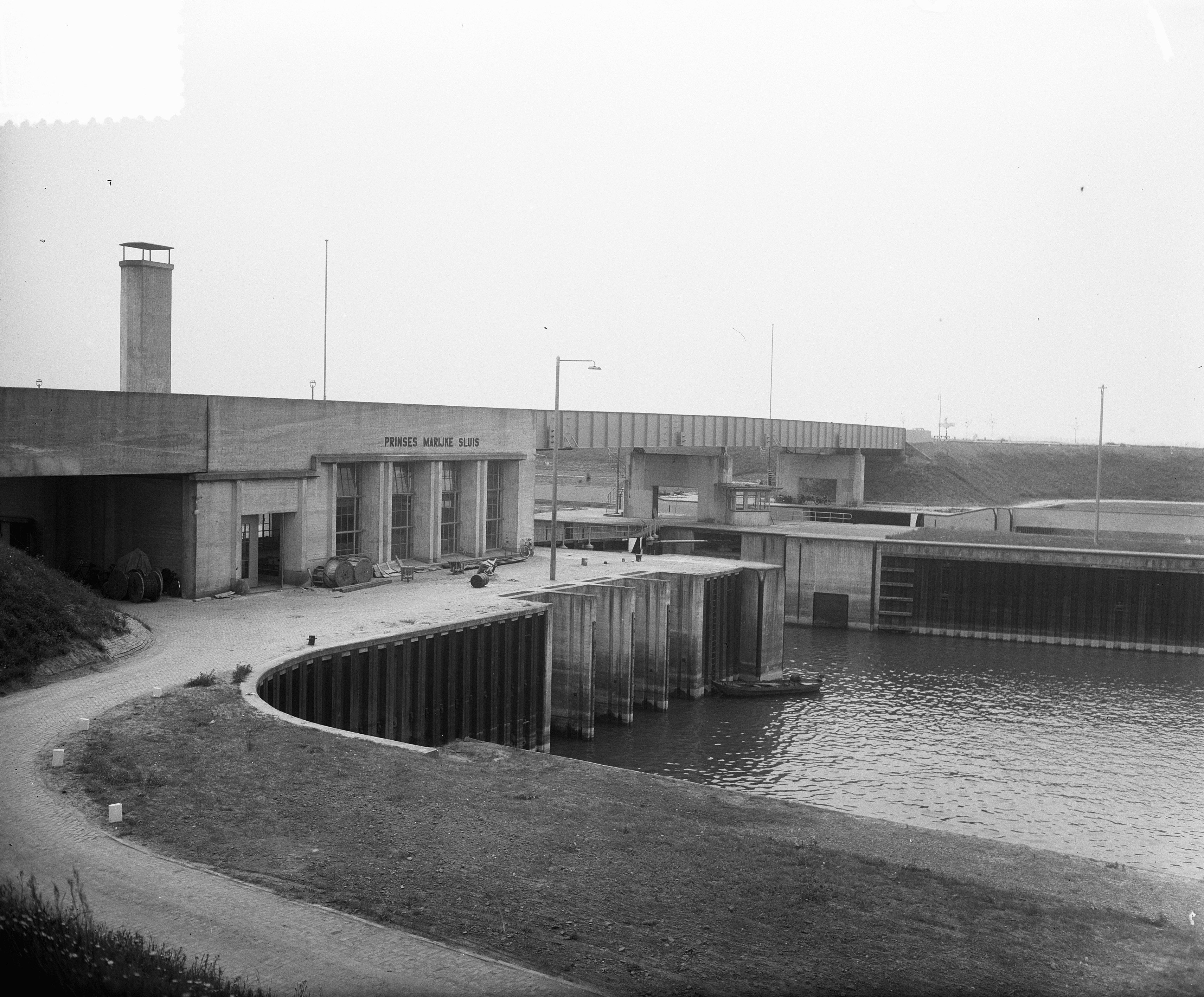
De Prinses Marijkesluizen bij Ravenswaaij bij de ingebruikname in 1952

Hij werkte ook aan de sluizen bij Ravenswaaij, waarvoor hij in 1937 de aanbesteding regelde. Deze sluizen zijn in de oorlog gereedgekomen, maar pas na de oorlog in gebruik genomen. De naam "Prinses Marijkesluizen" is pas in 1952 bij ingebruikname gegeven, en wordt tegenwoordig eigenlijk niet meer gebruikt. Men spreekt van stuw Ravenswaaij.   
Deze sluizen weken af van de overige sluizen; meestal was op deze plek geen sluis nodig, alleen bij hoge afvoer van de Rijn moest het kanaalpand tussen Ravenswaay en Tiel afgesloten worden. Er is daarom besloten om één sluiskolk te maken, die in principe alleen bij hoogwater op de Rijn als sluis gebruikt zou worden, en bij lagere waterstanden gewoon open zou staan. Maar om in die situatie voldoende doorvaartcapaciteit te hebben besloot men naast de sluis een keersluis aan te leggen. Om veiligheidsredenen moest deze keersluis dubbel uitgevoerd worden, waardoor het feitelijk ook een schutsluis werd. Daarnaast was het nodig om water te kunnen afvoeren naar de Rijn bij hoge waterstanden, hiervoor was een gemaal nodig. In zijn publicatie van 1938 ("Het ontwerp van het sluizencomplex te Ravenswaay") heeft hij dit complex in detail besproken.   
In latere jaren bleek dat de capaciteit voor de scheepvaart van beide kolken te klein was, en is er in 1980 naast het complex een grote keersluis gebouwd.

### Prins Bernhardsluizen

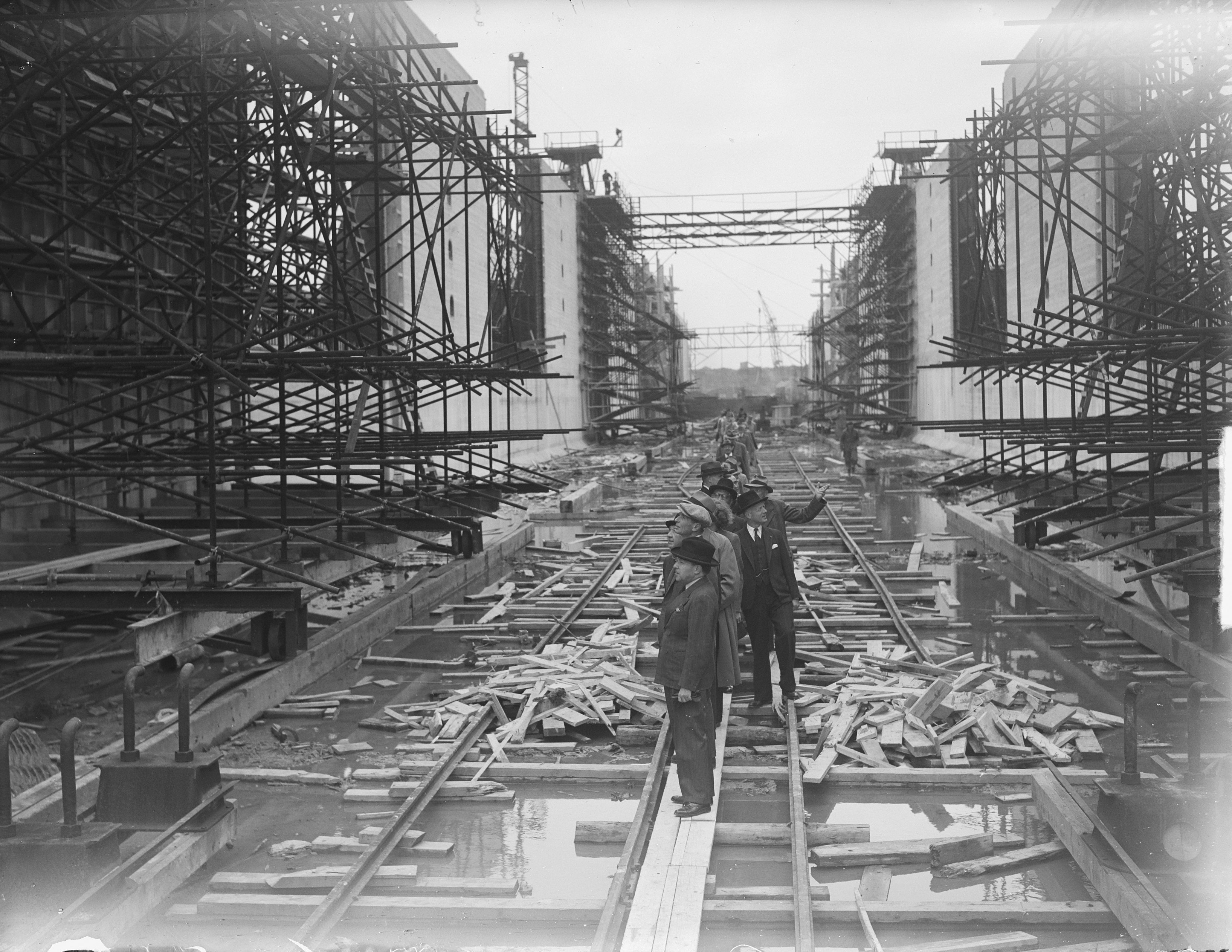
Hoog bezoek bij de in aanbouw zijnde Prins Bernhardsluizen

Ook het ontwerp van de Prins Bernhardsluizen te Tiel is van zijn hand. Deze sluizen zijn ook in de periode rond 1937 ontworpen, maar voordat aan de uitvoering begonnen kon worden brak de Tweede Wereldoorlog uit. Er is in de periode tot 1942 wel mondjesmaat aan gewerkt, maar de bouwsnelheid lag heel laag. In 1942 zijn alle werkzaamheden gestopt en pas in 1948 konden deze werken voortgezet worden. In 1952 was het project klaar. Het was op dat moment de grootste binnenvaartsluis van Europa.

### Rijdend overzetveer
In 1937 heeft hij ook het ontwerp gemaakt voor een rijdend overzetveer in het kanaal bij de Diemerlaan. Dit was een platform dat op rails over de bodem van het kanaal reed. Hij heeft dit systeem beschreven in een van zijn publicaties in "De Ingenieur" van 1937.

## De oorlogsjaren
Een studiegenoot aan de TU Delft was Anton Mussert. Tijdens zijn studie had hij geen contact met hem, omdat in die tijd leden van het Studentencorps  geen contact hadden met “knorren” (geen leden) zoals Mussert. Wel was het hem opgevallen dat hij altijd in hetzelfde bruine pak liep. Toen Josephus Jitta na zijn studie voor zijn eerste baantje bij de sluis bouw in IJmuiden begon, bleek Mussert 14 dagen daarvoor ook was aangenomen. Ze zaten aan dezelfde werktafel. Ze gingen ook buiten het werk veel met elkaar om, zo gingen ze vaak met hun echtgenotes bij elkaar bridgen. Mussert ging al snel weg in IJmuiden, per 1 april 1920 begon hij bij de Provinciale Waterstaat Utrecht, omdat hij daar sneller promotie kon maken. Josephus Jitta bleef contact houden met Mussert. In 1935 werd Mussert leider van de NSB en moest daarom zijn functie bij de provincie opgeven. Mussert was niet echt een antisemiet, maar moest vanwege zijn functie dat wel uitstralen. De relatie tussen beide werd daardoor steeds ongemakkelijker. In het begin van de oorlog hadden beide een kantoor aan de Utrechtse Maliebaan, en Mussert liep altijd om, om maar niet Josephus Jitta tegen te hoeven komen. In de winter van 1942 ging hij zelfs dwars door een sneeuwberg om de confrontatie met Josephus Jitta met zijn Davidsster te voorkomen. Kort daarna moest Josephus Jitta de dienst toch verlaten (joden mochten niet meer voor de overheid werken). Dankzij ir. Ringers had hij tot op dat moment nog kunnen blijven werken, De jaren dat hij niet kon werken heeft hij grotendeels besteed aan het schrijven van zijn standaardwerk over sluizen, dat in 1947 is gepubliceerd. Voorin schrijft hij:  Aan mijn medewerkers uit de eerste oorlogsjaren, in dankbare herinnering aan betoonde vriendschap in de moeilijke jaren die daarop volgden, gedurende welke dit boek is samengesteld.” 

## Het herstel van de oorlogsschade
Op verzoek van ir. Ringers werd Josephus Jitta na de oorlog weer snel in de gelederen van Rijkswaterstaat opgenomen. Hij werd benoemd tot hoofd van een nieuw district.Dit was een samenvoeging van de kunstwerkenafdeling met het district Tunnelbouw Velsen. De nieuwe dienst werd in Utrecht gevestigd aan de Maliebaan, in een aantal samengevoegde panden, die eerder deels bij de NSB van Mussert in gebruik waren geweest. Hij was verantwoordelijk voor het herstel van de Noordersluis, en bij de her-ingebruikstelling op 18 juli 1946 werd hij benoemd tot Officier in de Orde van Oranje-Nassau.
In de eerste jaren van deze dienst waren vooral van belang het herstel van oorlogsschade en de voltooiing van de Velsertunnel. In 1948 werd deze dienst opgewaardeerd tot een volledige directie, de directie Sluizen en Stuwen. Merkwaardig is dat Josephus Jitta niet benoemd werd tot hoofdingenieur-directeur van deze directie, maar als HiD werd toegevoegd aan de directeur-generaal (ir. Harmsen).   

## De koude oorlogsperiode
Het is vreemd dat Josephus Jitta een staffunctie bij de hoofddirectie krijgt, en niet de functie van HiD bij Sluizen en Stuwen. In zijn boek geeft Disco daar ook geen verklaring voor. Een mogelijkheid is wellicht van heel andere aard. Vanaf 1949 werd er gewerkt aan de activering van de IJssellinie.Dit was een uitermate geheim project wat onder meer behelsde de bouw van twee mobile afsluitdammen in de Rijn en in de Waal. Deze zijn ook daadwerkelijk gebouwd. Dit gebeurde onder leiding van de Dienst Speciale Werken (DSW) van Rijkswaterstaat, een dienst die direct onder de DG viel, en onder leiding stond van Ir. A. Burger. De overige waterstaatsdiensten (zoals Sluizen en Stuwen en Rijn en IJssel) hadden hier geen bemoeienis mee, die wisten ook niet wat de DSW deed. Het is mogelijk dat Josephus Jitta, met zijn ervaring op het gebied van sluizen speciaal hiervoor gevraagd is om de DG te assisteren. Gezien het geheime karakter is hier niets over vastgelegd.

## De stuwen in de Rijn
Alhoewel toegevoegd aan de DG, bleef zijn standplaats Utrecht.  Hij heeft zich hier vooral bezig gehouden met plannen voor het bouwen van stuwen in de Rijn. Omdat hij formeel niet verantwoordelijk hiervoor was (dat was het Arrondissement Rijn en IJssel) ontstond hierover een conflict met ir. L. van Bendegom. Deze discussie loopt door tot in 1951. Jospehus Jitta wilde voor de Rijnstuwen wielschuiven gebruiken, vergelijkbaar met de sluisdeuren van IJmuiden, Van Bendegom voelde meer voor een ander type, met name vanwege morfologische overwegingen (zandtransport over de bodem van de rivier). Veel later is overigens de keuze gevallen op het gebruik van vizierstuwen, die vervolgens uitgebreid in het laboratorium onderzocht zijn en ten slotte ook gebouwd (Hagestein, Amerongen, Driel). Hier was Josephus Jitta niet meer bij betrokken. Hij schrijft hierover "Vervolgens,  lees ik in meergenoemde brief van ir. Van der Burgt, dat ik, met alle waardering voor de in deze door mij verrichte arbeid, aan de dijk word gezet". In maart 1952 neemt de DG (op dat moment ir. Maris) het besluit om de Directie Sluizen en Stuwen te belasten met de nadere uitwerking van een plan met twee openingen met ieder een 45 m brede afsluiting met wielschuiven. Opdracht gaat naar het waterloopkundig laboratorium om hiervoor proeven te gaan doen. Door capaciteitsgebrek komt daar niet direct wat van, en een jaar later worden de plannen voor de stuwen geheel op de lange baan geschoven in verband met de watersnoodramp. Pas in 1960 werd de stuw bij Hagestein als eerste in de serie voltooid.

## Na de watersnoodramp
Na de watersnoodramp van 1953 is de Deltacommissie ingesteld, onder voorzitterschap van de DG van Rijkswaterstaat van dat moment, ir. Maris. Omdat deze commissie zich hoofdzakelijk bezig hield met de veiligheidsbeschouwingen, de hydraulische randvoorwaarden en de planvorming, en niet met de technische uitvoering is Josephus Jitta niet benoemd als lid van deze commissie. Bij de discussie over de afsluiting van het Veerse Gat (waar een keuze gemaakt moest worden voor de afsluitmethode) was hij betrokken. Er waren nogal wat bezwaren tegen caissons, gezien de ervaringen in de jaren daarvoor. Desondanks was hij overtuigd dat zelfs als de Afsluitdijk "in de tegenwoordige tijd zou moeten worden gedicht,... de caisson-methode zeker ook in aanmerking zou komen". In gesprekken met Jansen en Dibbits kwamen ze tot de conclusie dat caissons goed kunnen voldoen, mits voorzien van doorstroomopeningen (doorlaatcaissons).
Ook was hij nauw betrokken bij het ontwerp van de kustwerken in het kader van het Deltaplan, zoals de stormvloedkering in de Hollandse IJssel en de Haringvlietsluizen. Er ging een opdracht naar Sluizen en Stuwen en naar Josephus Jitta voor het maken van alternatieven. In het voorjaar van 1955 is een keuze gemaakt voor het alternatief met segmentschuiven aan een nabla-ligger. Na uitwerking van een aantal alternatieven is ervoor gekozen om het ontwerp van Sluizen en Stuwen te gaan aanbesteden, met daarin een aantal wijzigingen van Josephus Jitta.
Daarnaast is hij in november 1954 benoemd in de commissie die advies moet uitbrengen over de bouw van een stormvloedkering in de Rotterdamse Waterweg. Dit leidde in 1954 tot een rapport  hierover. Uiteindelijk heeft de Deltacommissie in 1960 geadviseerd om een dergelijke kering (nog) niet te bouwen omdat men twijfels had over de betrouwbaarheid van zo'n (enkele) kering. Daarnaast schatte men de kosten van deze kering hoger in dat die van dijkverhoging langs de Nieuwe Waterweg en verder. Hiermee was het ontwerp van Josephus Jitta van de baan. Overigens is rond 1990 besloten om een dergelijke kering alsnog te bouwen: de Maaslandkering.

## Andere werken van na 1950
Hij was ook nog betrokken bij de schutsluizen in Spijkenisse, Werkendam en in het Friese kanalenplan (Harlingen, Terhorne en Lemmer). De sluis bij Terhorne (van 1951) is in 2012 buiten bedrijf gesteld omdat deze door de gewijzigde waterstaatkundige toestand niet meer nodig was. De Tsjerk Hiddessluizen in Harlingen zijn ook van 1951. De Prinses Margrietsluis in Lemmer is van 1952.
Na zijn pensionering was hij nog actief in de Nederlandse Antillen en voor Nedeco in Iran. Zo was hij in de periode tussen 1956 en 1968 een aantal malen op Bonaire. In 1968 adviseerde hij de Atiliaanse regering over de uitbreiding van de door hem in 1956 ontworpen pier. In 1968 heeft hij daarvoor een ontwerp gemaakt. Door diverse financiële problemen is het niet tot uitvoering gekomen. Het ontwerp wat hij gemaakt heeft voor de pier van St. Eustatius is in 1974/1975, na faillissement van de eerst aannemer uiteindelijk wel gebouwd.
In 1974 ontwikkelde hij nog een plan voor de uitbreiding van de Maasvlakte met een caissondam.

## Privé
In 1919 huwde hij Jacoba Susanna Stumpff (1895-1968) en kreeg vier kinderen.

## Varia

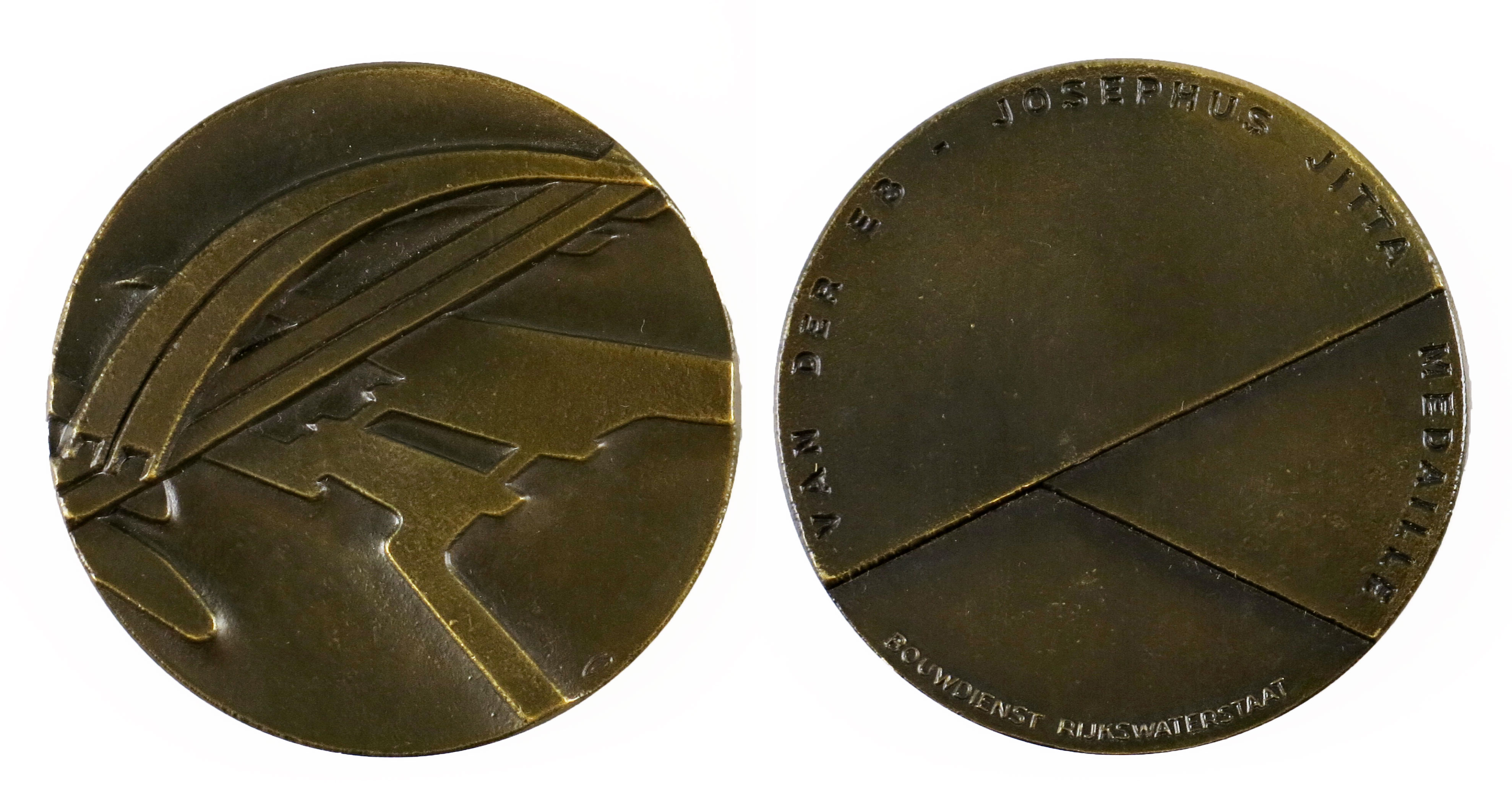
Van der Eb - Josephus Jitta medaille, 1991

In 1991 is door de bouwdienst de Van der Eb - Josephus Jitta medaille uitgegeven. Deze medaille wordt gegeven aan medewerkers die zich verdienstelijk hebben gemaakt voor de Bouwdienst van Rijkswaterstaat op het gebied van de sluizen- en bruggenbouw. De prijs is mede genoemd naar ingenieur Wijnand Jan van der Eb (1904-1966), die onder andere de Van Brienenoordbrug ontwierp. 
Na zijn pensionering heeft Josephus Jitta ook nog les gegeven aan de "international courses" in Delft (opleidingsinstituut voor buitenlandse waterbouwkundige ingenieurs, tegenwoordig IHE-Delft). Hij gaf daar het vak sluizen. 
Hij werd in 1946 Officier in de Orde van Oranje-Nassau. Hij is in 1951 benoemd tot Ridder in de orde van de Nederlandse Leeuw. Ook heeft hij in 1950 Conrad’s premie ontvangen. Deze prijs wordt door het KIvI uitgereikt aan ingenieurs die belangrijke werken hebben ontworpen en daarover gepubliceerd. Josephus Jitta heeft deze premie gekregen voor zijn werk aan de Noordersluis bij IJmuiden, het ontwerp van de sluizen bij Vreeswijk en Tiel, het Fries Kanalenplan en voor het herstel van de sluis bij Belfeld. 
In 1999 is een werkschip van Rijkswaterstaat, de RWS-59 naar hem vernoemd. Dit schip heeft bij de ingebruikname van de derde kolk van de Prinses Beatrixsluizen deze naam gekregen. 

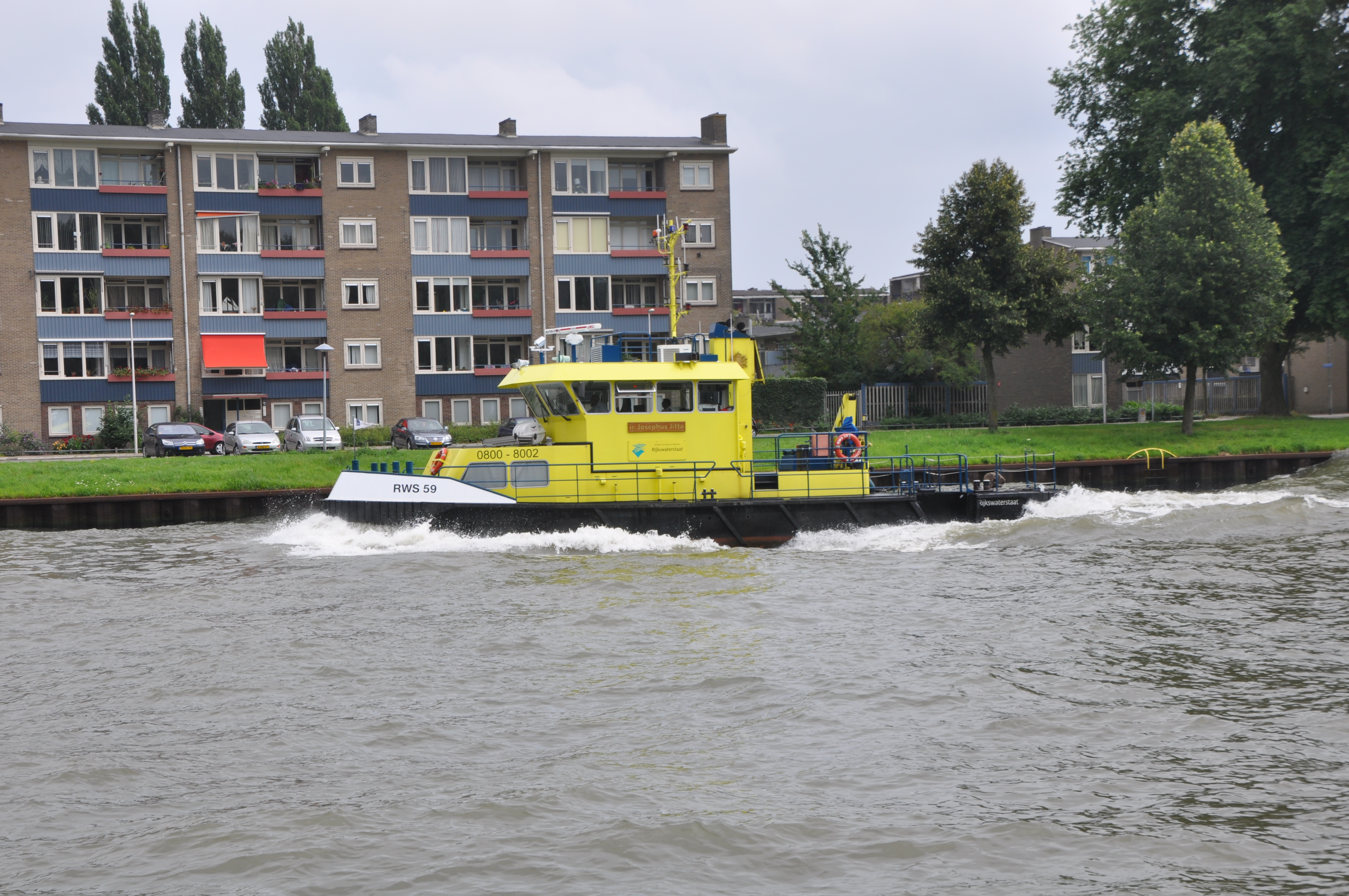
De ir. Jospehus Jitta (RWS-59)

- International Standard Name Identifier: 0000 0003 9158 9430
- Nederlandse Thesaurus van Auteursnamen: 069459673
- Virtual International Authority File: 285440384
- WorldCat: E39PCjxDvBYkHQM77Mh48YxyHP